# Peine de mort en Bosnie-Herzégovine
La peine de mort en Bosnie-Herzégovine est formellement et pleinement abolie depuis 1999. De fait, elle n'a jamais été légalement appliquée en Bosnie-Herzégovine depuis l'indépendance du pays.

## Histoire
La dernière exécution sur le territoire de l'actuelle Bosnie-Herzégovine a eu lieu en 1977, alors que la République socialiste de Bosnie-Herzégovine était encore l'une des républiques constitutives de la Yougoslavie.
La peine de mort a été abolie en 1998 par la Constitution fédérale, bien que la peine de mort soit restée présente dans la Constitution de la Republika Srpska, l'une des deux entités de Bosnie-Herzégovine, où elle a été entérinée à l'article 11, qui se lisait comme suit : « La vie humaine est inviolable. La peine de mort ne peut être prononcée que de manière exclusive pour les crimes capitaux. ».
Le 4 octobre 2019, la Cour suprême de Bosnie-Herzégovine a finalement aboli la peine de mort en Republika Srpska. La Bosnie-Herzégovine devient ainsi le dernier pays d'Europe à avoir aboli totalement la peine de mort à tous les niveaux de son pouvoir judiciaire. Seules la Biélorussie et la Russie ne l'ont pas fait.
La Bosnie-Herzégovine est partie aux accords internationaux abolitionnistes, dont le Protocole n°6 et le Protocole n°13 du Conseil de l'Europe.

## Exécutions depuis1959
Source : SPSK Database
| Personne exécutée  | Genre | Date de condamnation | Date d'exécution | Lieu d'exécution | Crime                 | Méthode d'exécution      |
| ------------------ | ----- | -------------------- | ---------------- | ---------------- | --------------------- | ------------------------ |
| Mijo Radoš         | Homme | 1960                 | 1960             | Doboj            | crimes de guerre      | Exécution par arme à feu |
| Ivan Tomić         | Homme | 1961                 | 1961             | Tuzla            |                       | Exécution par arme à feu |
| Samid Istić        | Homme | 1962                 | 1962             | Brčko            | meurtre d'un policier | Exécution par arme à feu |
| Suljo Hrnić        | Homme | 1963                 | 1963             | Travnik          | double meurtre        | Exécution par arme à feu |
| Milojko Arizanović | Homme | 1968                 | 4 décembre 1968  | Sarajevo         | double meurtre        | Exécution par arme à feu |
| Đuro Horvat        | Homme | 21 décembre 1972     | 17 mars 1973     | Sarajevo         | terrorisme            | Exécution par arme à feu |
| Mirko Vlasnović    | Homme | 21 décembre 1972     | 17 mars 1973     | Sarajevo         | terrorisme            | Exécution par arme à feu |
| Vejsil Keškić      | Homme | 21 décembre 1972     | 17 mars 1973     | Sarajevo         | terrorisme            | Exécution par arme à feu |
| Dragomir Bajčeta   | Homme | 3 avril 1972         | Août 1973        | Sarajevo         | meurtre               | Exécution par arme à feu |
| Višnja Pavlović    | Femme | 3 avril 1972         | Août 1973        | Sarajevo         | meurtre               | Exécution par arme à feu |
| Dušan Prodić       | Homme | 8 septembre 1976     | 1977             | Doboj            | meurtre               | Exécution par arme à feu |